# 북크메르족
북크메르족(영어: Northern Khmer people, 태국어: ไทยเชื้อสายเขมร)은 크메르계 태국족으로 알려져 있으며 태국 동북부 지역인 이산에 사는 크메르인들을 일컫는다. 이들은 크메르 제국 시대 이전부터 이 지역에 존재했다. 앙코르 제국이 멸망한 후에는 증가하는 태국의 영향력을 받았다. 18세기에 태국이 캄보디아의 수른 주를 공식적으로 합병시켰다. 크메르 민족은 실질적으로 태국 군주제의 백성들이 되었고 이 이후에 문화 동화가 시작되었다.
비록 소수 민족의 집단이 되었어도 본래 크메르 모습인 소승불교를 실천하고 크메르어로 '크마에 수른' 이라고 알려진 (한국어로 '북크메르어' 이라고 알려진) 크메르어의 사투리를 말하며 북크메르족은 문화 정체감을 어느 정도 유지할 수 있었다. 태국 정부가 제정하고 고취시킨 정책때문에 모국어를 읽을 줄 아는 북크메르족은 얼마 되지 않는다. 학교의 태국어 교육으로 인해 젊은 세대의 많은 사람들은 태국어로 대화하는 것이 편해졌다. 그럼에도 1958년부터 크메르어와 크메르 문화에 대한 관심이 새롭게 생겨났기 때문에 크메르어의 쓰임은 두 배로 증가한 것이다.